# Johann Friedrich Wentzel
Johann Friedrich Wentzel d. Ä. (* 10. August 1670 in Berlin; † 20. Januar 1729 in Dresden) war ein deutscher Maler und Radierer.

## Leben

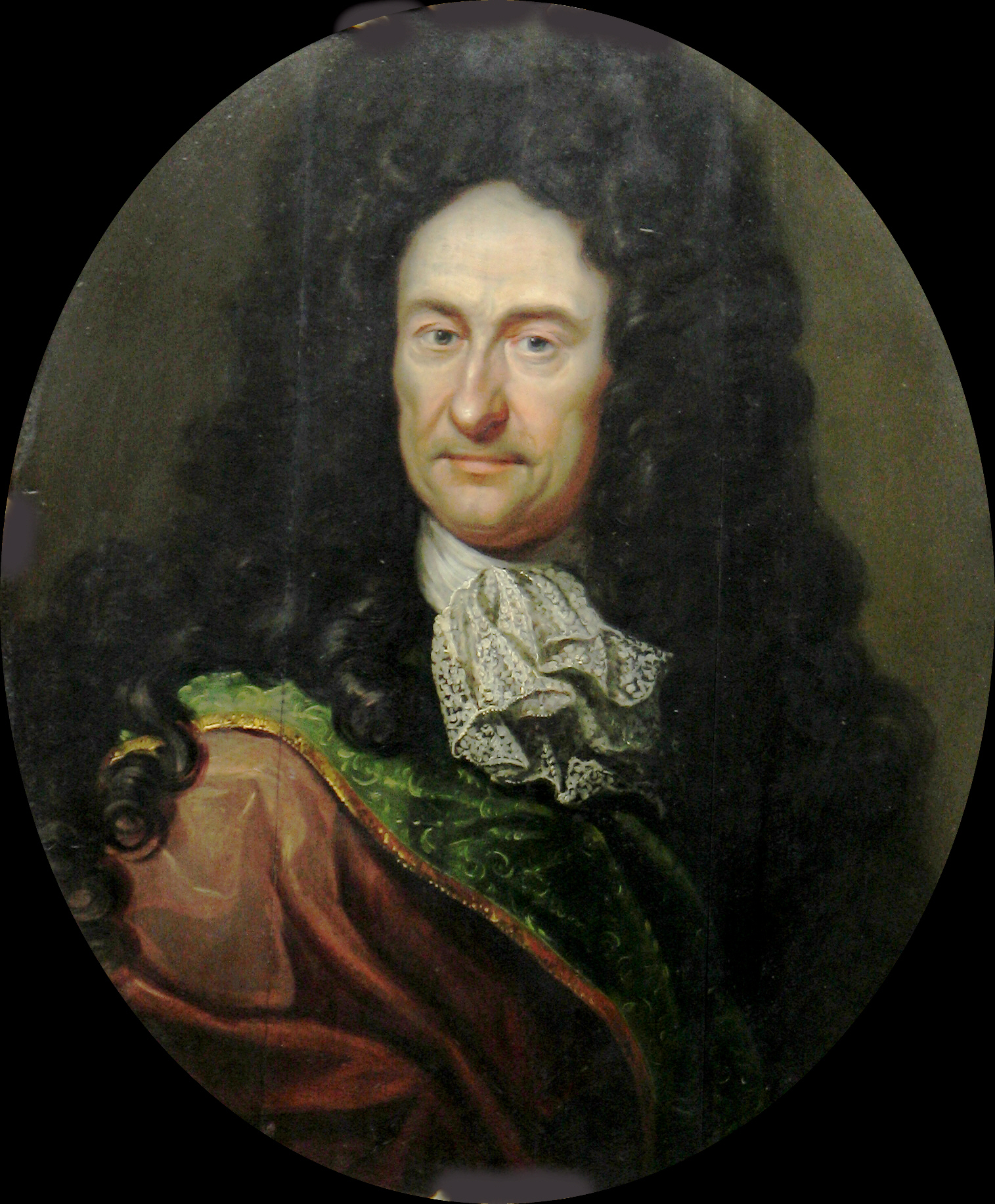
Bildnis des Gottfried Wilhelm Leibniz

Wentzel war Schüler des Malers, Radierers und Eisenschneiders Tobias Querfurt († 1734) in Wolfenbüttel und später des Malers und Radierers Johann Oswald Harms (1643–1708) in Braunschweig, bei dem er oft Aquarelle anfertigte. Später folgten Aufträge des brandenburgischen Kurfürsten Friedrich III., der ihm 1698 bis 1700 einen Aufenthalt in Italien finanzierte. Er studierte in Venedig, Rom und Florenz die italienische Malerei. Als er 1700 wieder nach Berlin kam, wurde er Hofmaler und zeichnete beispielsweise die Krönungszeremonie des Königs, fertigte aber auch Deckengemälde für einen von Andreas Schlüter erbauten neuen Schlossteil.
Als der erste preußische König starb und sein Nachfolger Friedrich Wilhelm I. an allem außer dem Militär sparte, ging Wentzel nach Dresden, wo er 1729 starb. Sein Sohn Johann Friedrich Wentzel d. J. (1709–1782) wurde auch Maler.